# Генрі Ромеро
Генрі Ромеро (ісп. Henry Romero, нар. 17 жовтня 1991, Санта-Роса-де-Ліма) — сальвадорський футболіст, півзахисник клубу «Альянса».
Виступав, зокрема, за клуби «Агіла» та «Альянса», а також національну збірну Сальвадору.

## Клубна кар'єра
Розпочав грати у футбол в клубі «Мунісіпаль Ліменьйо», з якого року потрапив в «Агілу»   . Відіграв за команду із Сан-Мігеля наступні шість сезонів своєї ігрової кар'єри. Більшість часу, проведеного у складі «Агіли», був основним гравцем команди і виграв з командою Клаусуру 2012.
До складу клубу «Альянса» приєднався влітку 2017 року . 

## Виступи за збірні
2010 року залучався до складу молодіжної збірної Сальвадору. На молодіжному рівні зіграв у 3 офіційних матчах.
30 серпня 2014 року дебютував в офіційних матчах у складі національної збірної Сальвадору в товариському матчі проти збірної Домініканської Республіки, де він зіграв 45 хвилин.
У наступному році в складі збірної був учасником розіграшу Золотого кубка КОНКАКАФ 2015 року у США і Канаді, а ще за два роки — Золотого кубка КОНКАКАФ 2017 року у США.
Наразі провів у формі головної команди країни 21 матч, забивши 1 гол.

## Досягнення
- Чемпіон Сальвадору: Клаусура 2012